# باركر يونغ
باركر يونغ (بالإنجليزية: Parker Young)‏ هو عارض وممثل أمريكي، ولد في 16 أغسطس 1988 بتوسان في الولايات المتحدة.

## وصلات خارجية
- باركر يونغ على موقع IMDb (الإنجليزية)
- باركر يونغ على موقع قاعدة بيانات الفيلم (الإنجليزية)